# Schoharie County
Schoharie County je okres ve státě New York ve Spojených státech amerických. K roku 2010 zde žilo 32 749 obyvatel. Správním městem okresu je Schoharie. Celková rozloha okresu činí 1 621 km².